# معن شربجي
معن شربجي هو ناشط سياسي سوري وعضو في حركة شباب داريا، برز اسمه خلال الثورة السورية التي اندلعت في عام 2011. اشتهر بموقفه المعارض لنظام الأسد ونشاطه المستمر مع شباب داريا للمطالبة بإسقاط النظام وتحقيق قيم الحرية والعدالة والكرامة الاجتماعية.
ازدادت شهرة معن بسبب نشاطه إلى جانب شقيقه يحيى شربجي، الذي اعتقلته السلطات السورية في 7 سبتمبر 2011 بسبب نشاطه السياسي السلمي. لا تزال ظروف احتجاز يحيى غامضة، حيث لم يتضح إن كان النظام قد أطلق سراحه، فيما تشير تقارير عديدة بما في ذلك تقرير صادر عن منظمة العفو الدولية، إلى أن يحيى لا يزال محتجزًا في سجون النظام السوري، والتي وصفتها المنظمة بالقمعية.